# Wataru Yamazaki
Wataru Yamazaki (山崎 渡 Yamazaki Wataru?), född 18 september 1980 i Saitama prefektur, är en japansk före detta fotbollsspelare.
Yamazaki började sin karriär 2003 i Thespa Kusatsu. Han spelade 186 ligamatcher för klubben. Han avslutade karriären 2009.